# Eco Rallye Vasco Navarro

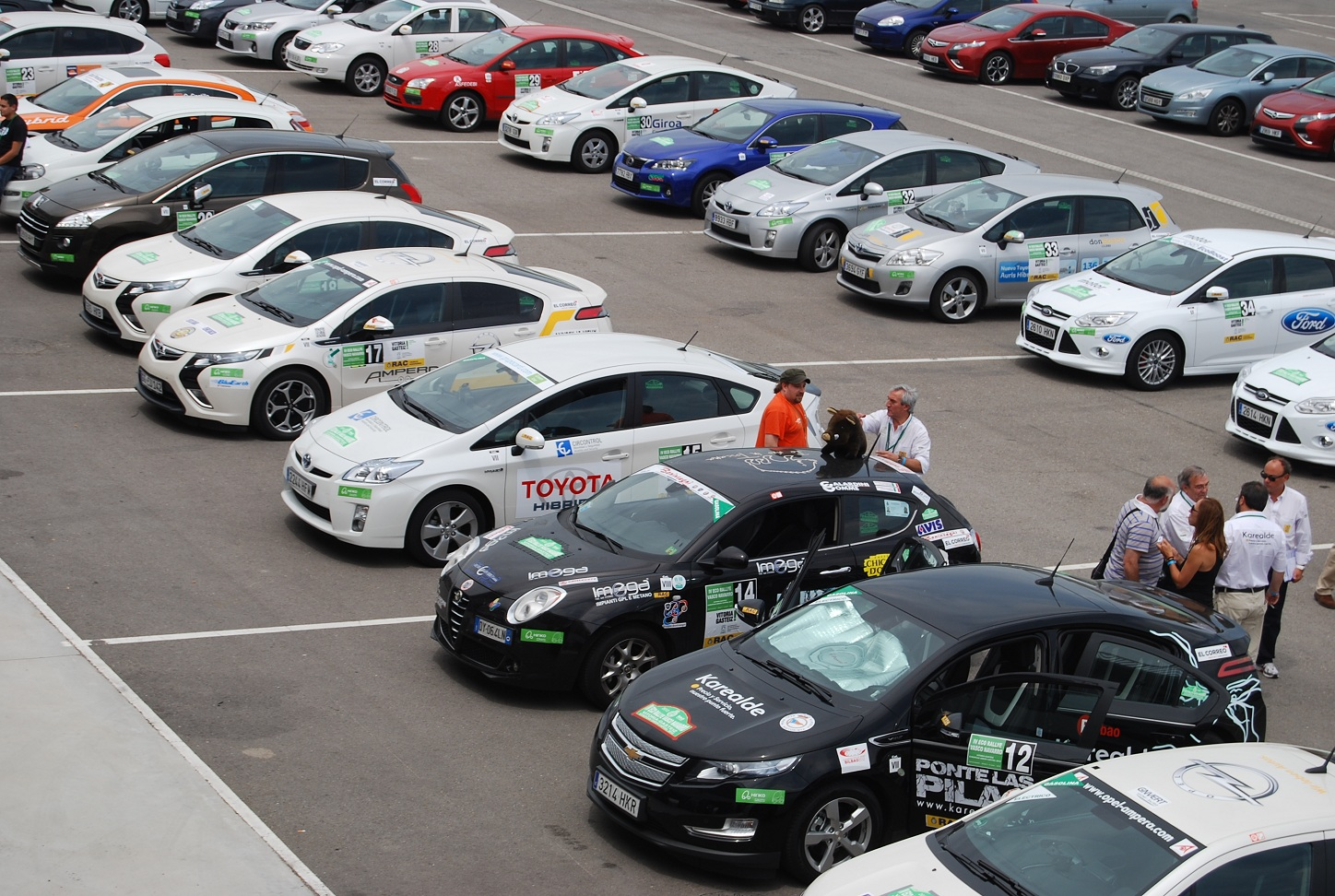
Le auto del IV Ecorally nel paddock del circuito di Navarra, 2 giugno 2012.

L'Eco Rallye Vasco Navarro è una competizione automobilistica riservata a veicoli alimentati tramite fonti di energia alternativa, inserita dal 2010 al 2016 nel programma del Campionato del mondo FIA energie alternative e nel 2017 in quello della FIA E-Rally Regularity Cup.
La manifestazione, organizzata dal Real Automóvil Club Vasco Navarro, si sviluppa in due giornate di gara con partenza e arrivo a Vitoria-Gasteiz. Il percorso prevede il transito su strade, regolarmente aperte al traffico, dei Paesi Baschi e della Navarra.
La prima edizione dell'Eco Rallye Vasco Navarro si è disputata nel 2008.

## Albo d'oro
| Edizione | Combinata      | Regolarità       | Consumi        | Elettriche      |
| -------- | -------------- | ---------------- | -------------- | --------------- |
| 2008     | non assegnato  | Maykel del Cid   | non assegnato  | non assegnato   |
| 2009     | non disputato  | non disputato    | non disputato  | non disputato   |
| 2010     | Txema Foronda  | Jesús Echave     | Ander Aramburu | Jon Martínez    |
| 2011     | Maykel del Cid | Txema Foronda    | Maykel del Cid | Antonio Zanini  |
| 2012     | non assegnato  | Maykel del Cid   | Txema Foronda  | Antonio Zanini  |
| 2013     | non assegnato  | Txema Foronda    | Maykel del Cid | James Morlaix   |
| 2014     | non assegnato  | Txema Foronda    | Txema Foronda  | Jesús Echave    |
| 2015     | non assegnato  | Iker Torrontegui | -              | Jesús Echave    |
| 2016     | non assegnato  | Artur Prusak     | -              | Adrián Oyarbide |

| Edizione | Campionato FIA     | Coppa di Spagna    | Consumi            |
| -------- | ------------------ | ------------------ | ------------------ |
| 2017     | Eneko Conde Pujana | Eneko Conde Pujana | Eneko Conde Pujana |